# Android Nougat
Android Nougat (inačice 7.0 - 7.1.2; kodnog imena Android N) sedma je inačica Googleovog Android operacijskog sustava za pametne telefone, tablete i druge uređaje. Službeno je izdan 22. kolovoza 2016. godine, isprva kao nadogradnja za Nexus uređaje. LG V20 prvi je telefon koji je dolazio s predinstaliranim Android Nougatom.
U Nougatu su predstavljene značajne promjene operacijskog sustava i njegove platforme za razvoj aplikacija - dodana je mogućnost prikazivanja više aplikacija odjednom, izravno odgovaranje na obavijesti, podrška za grafičko aplikacijsko programsko sučelje Vulcan, pozadinsko ažuriranje operacijskog sustava i sl.
Prema podacima prikupljenim 5. lipnja 2017., Android Nougat koristi 9.5% uređaja koji pristupaju servisu Google Play. Od toga 8.9% uređaja koristi inačicu 7.0, dok ostalih 0.6% koristi inačicu 7.1.

## Vanjske poveznice
- Službena stranica